# Evelyn Hu
Evelyn L. Hu (chinesisch 胡玲, * 1947 in New York City) ist eine US-amerikanische Professorin für Angewandte Physik und für Elektrotechnik an der Harvard University. Hu hat einen wichtigen Beitrag zur Nanotechnologie geleistet. Sie befasst sich mit nanophotonischen Strukturen, die eines Tages das Quantencomputing erleichtern könnten.

## Kindheit und Studium
Hu's Eltern emigrierten 1944–1945 aus China in die Vereinigten Staaten. Sie erwarb 1969 einen Bachelor am Barnard College, 1971 einen Master und 1975 einen Ph.D. an der Columbia University, jeweils in Physik. Hu's Doktorvater war die Physikerin Chien-Shiung Wu.

## Karriere und Forschung
Hu war von 1975 bis 1984 bei den Bell Laboratories beschäftigt, bevor sie als ordentliche Professorin an die University of California, Santa Barbara (UCSB) wechselte. Von 1989 bis 1992 war sie stellvertretende Vorsitzende und von 1992 bis 1994 Vorsitzende des Fachbereichs für Elektrotechnik und Computertechnik der UCSB.
Hu ist ein Pionier auf dem Gebiet der Herstellung elektronischer und photonischer Geräte im Nanomaßstab. Sie wurde mit Wirkung vom 1. Januar 2009 zur Gordon McKay Professorin für angewandte Physik und Elektrotechnik an der School of Engineering and Applied Sciences (SEAS) der Harvard University ernannt. Von 2000 bis 2008 war sie außerdem wissenschaftliche Co-Direktorin des California NanoSystems Institute, einer gemeinsamen Initiative der UCSB und der University of California, Los Angeles.
Einige ihrer Forschungsideen führten zur Mitgründung in 2002 von Cambrios Technology mit Sitz in Cambridge (Massachusetts), einem Start-up-Unternehmen, das neue Materialien für Anwendungen in elektronischen Geräten entwickelt. An der UCSB leitete sie das Institute for Quantum Engineering, Science and Technology, das von der National Science Foundation finanzierte Center for Quantized Electronic Structures und das Center for Robotic Systems in Microelectronics sowie die UCSB-Komponente des National Nanofabrication Users Network der National Science Foundation.
Hu ist Redakteurin bei der Zeitschrift Science.

## Preise und Auszeichnungen
- 1994, Fellow, Institute of Electrical and Electronics Engineers (IEEE)
- 1995, Fellow, American Physical Society
- 1998, Fellow, American Association for the Advancement of Science
- 2002, Wahl in die National Academy of Engineering
- 2008, Wahl in die National Academy of Sciences[9]
- 2010, Wahl in die American Academy of Arts and Sciences[10]
- 2013, Ehrendoktor der Heriot-Watt University[11]
- 2019, IEEE Andrew S. Grove Award[4]
- 2019, Ehrendoktor der ETH Zurich
- 2021, IEEE/RSE James Clerk Maxwell Medal[12]